# Rutger Croneborg
Rutger Otto Croneborg, född den 3 september 1898 i Stockholm, död den 15 april 1994 i Lund, var en svensk sjömilitär.

## Biografi
Croneborg avlade sjöofficersexamen 1920. Han blev fänrik i flottan samma år, löjtnant 1922 och kapten 1935. Croneborg var flaggadjutant 1933–1936. Han befordrades till kommendörkapten av andra graden 1941, av första graden 1943 och till kommendör i marinen 1950. Croneborg var avdelningschef vid marinstaben 1943–1946, marinattaché i Washington 1947–1950 och lärare vid Försvarshögskolan 1952–1953. Han var riddarhussekreterare 1954–1966. Croneborg invaldes som ledamot av Örlogsmannasällskapet 1940. Han blev riddare av Vasaorden 1938 och av Svärdsorden 1941.
Rutger Croneborg tillhörde ätten Croneborg. Han var son till kanslerssekreterare Otto Croneborg och grevinnan Charlotte Wachtmeister samt bror till Adolf Croneborg. Rutger Croneborg gifte sig 1927 med Märta Låftman (1902–1970), dotter till överste Herman Låftman och Olga Arnberger.